# AFROSICK
AFROSICK（あふろしっく）は、宮沢和史が1998年に発表した以下3種類から構成される2ndスタジオ・アルバム。タイトルの"AFROSICK"（「アフロ病」）は、宮沢の造語。

## 概要
前作『Sixteenth Moon』を真冬のイギリスでレコーディングした宮沢は、休む間もなく真夏のブラジルへ渡り、本作『AFROSICK』の制作に取りかかる。1997年12月にサルヴァドール、年明けの1月にリオデジャネイロでレコーディングが行われた。このレコーディングには、ブラジルのミュージックシーンを担う新世代のアーティストが参加。マルコス・スザーノ、カルニーニョス・ブラウン、レニーニなどである。
本作は以下の3種類のアルバムが存在する。
- 「AFROSICK（オリジナル・ポルトガル語ヴァージョン）」（1998年7月8日発売）
  - ブラジル発売用に制作された、前編ポルトガル語でのアルバム。
  - 規格品番：TOCP-50596[1]
- 「AFROSICK」（1998年7月18日発売）
  - 日本発売用で主に日本語で歌唱。規格品番：TOCT-10311[2]
- 「AFROSICK（ポルトガル語ヴァージョン）」（1998年10月16日発売）
  - 「オリジナル・ポルトガル語ヴァージョン」に、ボーナス・トラックとしてリミックスを4ヴァージョン加え、宮沢のライナーノーツ等を加えた日本編集盤。
  - 規格品番：TOCP-50727[3]

いずれも曲順は同じだが、ポルトガル語と日本語の楽曲では曲名が異なる。

## オリジナル・ポルトガル語ヴァージョン

### 収録曲
全作曲：宮沢和史
作詞：レニーニ（2,3）ペドロ・ルイス（4,5,7）カルリーニョス・ブラウン（6,10,11）パウリーニョ・モスカ（8,9）
1. AFROSICK
2. ILUSAO DE ETICA
3. E TUDO TAO MENOR
4. NA PALMA DA MAO
5. BRASILEIRO EM TOQUIO
6. CAPITA DE AREIA
7. CINCO OU SEIS
8. DUVIDA CERTA
9. EM BUSCA DA ALMA PERDIDA
10. ANJOS (IRMAOS)
11. LAIAS

※1998年5月21日にブラジルEMIでも発売。日本でも入手可能だが、当然ながら日本語での解説・対訳などは付いていない。

## 日本盤

### 収録曲
全作曲：宮沢和史（4以外）宮沢和史・ＣＡＴＡＰＩＬＡ（4）
1. AFROSICK
2. ILLUSION
  - 作詞：国安真奈/レニーニ/宮沢和史
3. 矮小な惑星
  - 作詞：レニーニ/宮沢和史
4. 愛を見失うほど
  - 作詞：宮沢和史
5. ブラジル人・イン・トーキョー
  - 作詞：ペドロ・ルイス/宮沢和史
6. CAPITA DE AREIA～砂の戦士
  - 作詞：カルリーニョス・ブラウン
7. CINCO OU SEIS～5か、6か
  - 作詞：ペドロ・ルイス
8. 死刑台への道
  - 作詞：宮沢和史/パウリーニョ・モスカ
9. 難破船
  - 作詞：国安真奈/パウリーニョ・モスカ/宮沢和史
10. ANJOS～天使たち
  - 作詞：カルリーニョス・ブラウン/高野寛/宮沢和史
11. 潮騒
  - 作詞：カルリーニョス・ブラウン/宮沢和史

※1998年7月18日発売。「オリジナル・ポルトガル語ヴァージョン」と同日発売されるはずであったが、生産工程の遅れにより発売日が10日ずれたため一般的なCDの発売日である水曜日ではなく、土曜日の発売となった。

## ポルトガル語ヴァージョン

### 収録曲
1. AFROSICK
2. ILUSAO DE ETICA
3. E TUDO TAO MENOR
4. NA PALMA DA MAO
5. BRASILEIRO EM TOQUIO
6. CAPITA DE AREIA
7. CINCO OU SEIS
8. DUVIDA CERTA
9. EM BUSCA DA ALMA PERDIDA
10. ANJOS (IRMAOS)
11. LAIAS
12. CAPITA DE AREIA (remix)
13. ANJOS (remix)
14. ANJOS (remix)
15. EM BUSCA DA ALMA PERDIDA (remix)

※1998年10月16日発売。ブラジルで発売されたものにボーナス・トラックを4曲つけたものである。こちらは日本盤なので日本語での解説や対訳も付いている。